# Balatonendréd
Balatonendréd là một thị trấn thuộc hạt Somogy, Hungary. Thị trấn này có diện tích 40,02 km², dân số năm 2010 là 1370 người, mật độ 34 người/km².